# Haute Cuisine

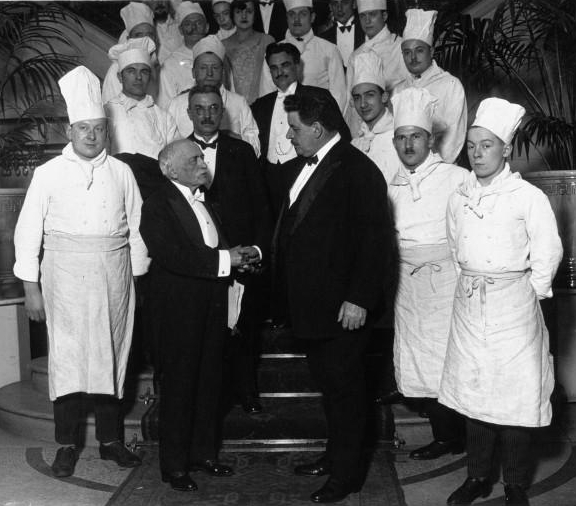
Protagonist der Haute Cuisine: Auguste Escoffier (im Vordergrund links; daneben rechts Premierminister Édouard Herriot) mit Kochbrigade, 1928

Die Haute Cuisine ([ot kɥiˈzin]; deutsch „obere Küche“, „hohe Kochkunst“) ist in der französischen Küche eine Epoche mit hochwertiger Kochkunst und gehobener Küche, die vor allem in Restaurants durch Spitzenköche kreiert wird und sich international etabliert hat.

## Allgemeines
Der Begriff der Haute Cuisine verweist auf ein Ideal der Zubereitung von Lebensmitteln und Zutaten, wie es sich grob auf die Entstehung und Weiterentwicklung des professionellen Kochens seit Anfang des 18. Jahrhunderts zurückführen lässt. Seit Beginn der Restaurant-Kultur während der Französischen Revolution wurden die angestellten Hofköche arbeitslos und gingen zur Gründung von eigenen Restaurants über. Diese Epoche von etwa 170 Jahren bis 1971 lässt sich in Grande Cuisine (auch französisch Cuisine classique) und „moderne Küche“ (französisch Cuisine Moderne) unterteilen, jeweils verbunden mit den Errungenschaften französischer Küchenchefs. Die Haute Cuisine konnte sich parallel mit der französischen Küchensprache international ausbreiten.

## Geschichte
Die Haute Cuisine ist die Küche der französischen Adelskultur und der Aristokratie des Ancien Régime, verbunden mit einer sozialen Schichtung.
Ein frühes französisches Beispiel höfischer Kochkunst ist Guillaume Tirel im 14. Jahrhundert, der ab 1381 Chefkoch König Karls V. von Frankreich war und für seine Verdienste um die königliche Küche zum Rat ernannt worden war. Kochbücher propagierten bereits ab 1651 die Haute Cuisine, die von den ersten Restaurants fortan adaptiert wurde. Nachdem der Marquis de Mirabeau 1757 das Lokal „L’Ami des hommes“ (deutsch „Menschenfreund“) eröffnet hatte, folgte ihm 1766 Mathurin Roze de Chantoiseaux als „restaurateur“ mit einem Lokal unter dem Namen „L’Ami de tout le monde“ (deutsch „Freund der ganzen Welt“). Im Jahre 1782 eröffnete Antoine Beauvilliers das erste hochpreisige Restaurant unter dem Namen „La Grande Taverne de Londres“ (deutsch „Die große Taverne von London“); es avancierte hiermit zum besten Restaurant in Paris für mehr als 20 Jahre.
Die französische Küche wird seit 1921 in die Kategorien „hohe Kochkunst“ (französisch Haute Cuisine), gutbürgerliche Küche (französisch cuisine bourgeoise), Regionalküche (französisch cuisine régionale) und die improvisierte bäuerliche Küche (französisch cuisine improvisée) eingeteilt. Dabei umfasst die „cuisine bourgeoise“ die schlichten, aber wohlschmeckenden Gerichte der französischen Mittelklasserestaurants. Die Regionalküche teilt Frankreich in die dreiunddreißig alten Provinzen auf und ist, wie Brillat-Savarin sagte, „der Teppich, auf dem die Haute Cuisine einherschreitet“.

## Gastrosophie
Die Gastrosophie der Haute Cuisine steht für qualitativ hochwertige Nahrungsmittel, welche im Hinblick auf das Kochhandwerk hochprofessionell und zudem mit künstlerischer Ambition zubereitet werden. Das hohe Niveau der Haute Cuisine kann auch begriffen werden als Zeichen des elitären Status der Gäste. Einfache Bürger gab es in den mondänen Restaurants meist nicht. Mit der Haute Cuisine der Gourmets entwickelte sich auch eine eigenständige Esskultur. Spitzenköche im 19. Jahrhundert wie Marie-Antoine Carême, Auguste Escoffier und Jules Gouffé, im 20. Jahrhundert Paul Bocuse und Alain Ducasse, haben zahlreiche Generationen von Gastronomen und Köchen beeinflusst. Die Haute Cuisine ist das Beste vom Besten für einen kleinen Kreis von Kennern. In diesem Sinn wird sie in Frankreich stolz als eigenständige Kunstform und nationales Kulturgut betrachtet, die das ganze kulinarische Universum umfasst.

## Grande Cuisine
Die Haute Cuisine war die erste Epoche der französischen Kochkunst, die einen Namen erhielt. Ihr folgte nach 1828 die Grande Cuisine. Als ihr Begründer gilt Marie-Antoine Carême, der im Gegensatz zur vorherigen Epoche Leichtigkeit und Einfachheit des Kochens betonte. Vorrang hatten die Qualität des Geschmacks und Geruchs als ein Eigenwert der Speisen. Die bisherige „Haute Cuisine“ Frankreichs wurde durch sein Buch erweitert, nicht aber abgelöst.

## Haute Cuisine heute

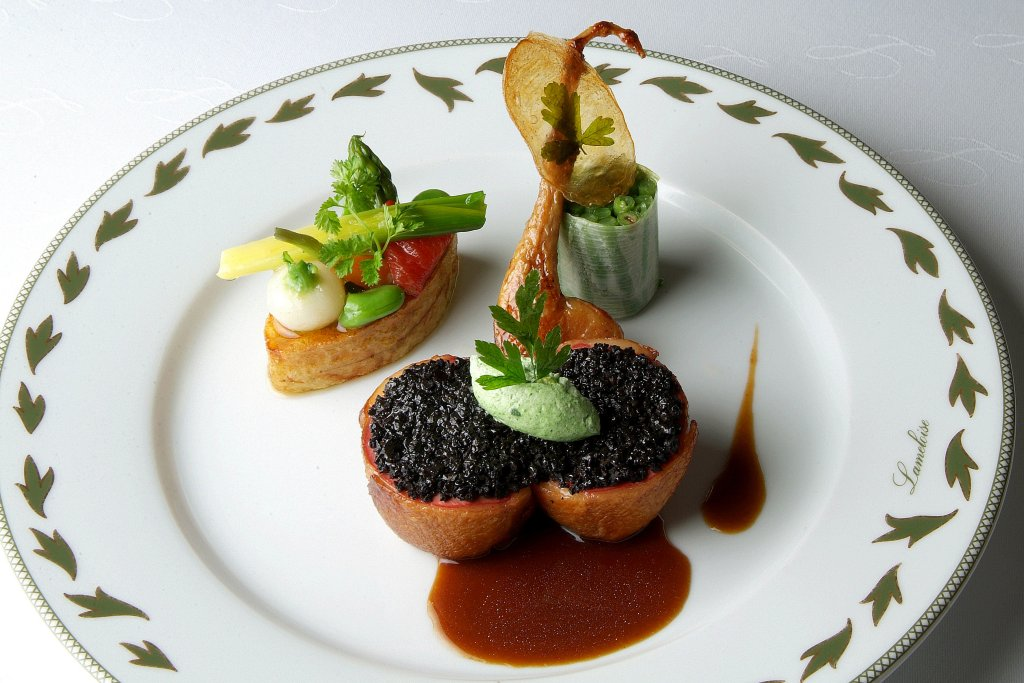
Ein Teller von Drei-Sterne-Koch Jacques Lameloise (2007)

Auch wenn sich die kulinarische Wirklichkeit im heutigen Frankreich durchaus nicht immer in diese Klassifikation fügt, ist der Anspruch von erstklassigen Köchen modern geblieben, im Rahmen der Spitzengastronomie Bestes zu leisten. Folgende Ingredienzen der Haute Cuisine sind zeitlos:
- Erstklassige, inspirierte und professionelle Küche mit kreativem Anspruch und Improvisation. Zitiert werden kann die exotische Küche genauso wie die Regionalküche;
- marktfrische, erlesene Ausgangsprodukte;
- Detailverliebtheit und perfektes Arrangement, das die Auswahl und Gestaltung der Weinkarte ebenso umfasst wie die vollendete Serviertechnik und das Anrichten der Speisen;
- Kenntnis der Literatur, der Konkurrenz und der Zielgruppe: Gäste, die weite Wege und astronomische Rechnungen in Kauf nehmen, um sich an einer (womöglich sterngekrönten) Gourmetküche zu erfreuen.

Indes werden diverse Charakteristika der „klassischen“ Haute Cuisine inzwischen kritisch gesehen, so etwa die Verwendung teurer Zutaten wie Foie Gras, Kaviar, Hummer und Trüffel. Als Weiterentwicklung setzt die ab 1971 entstandene Nouvelle Cuisine betont auf leichtere und einfachere Zubereitungen und mehr bodenständige Zutaten (wie frisches, gedämpftes Gemüse oder auf den Punkt gebratenes Fleisch und Fisch etc.). Seitdem orientiert sich die internationale Spitzengastronomie oft an der Nouvelle Cuisine. 
Seit etwa 2000 wurden Regionale Lebensmittel wichtiger sowie eine stärkere Nachfrage nach vegetarischem und veganem Essen.